# Arc de Triomf de Barcelona
|  | Aquest article tracta sobre el monument. Vegeu-ne altres significats a «Estació d'Arc de Triomf». |

L'Arc de Triomf és un monument que es troba a l'extrem del passeig de Lluís Companys de Barcelona, catalogat com a bé cultural d'interès local. A vegades ha estat utilitzat com a meta per a algunes de les curses pedestres populars més importants, com la Jean Bouin o la Marató de Barcelona

## Història

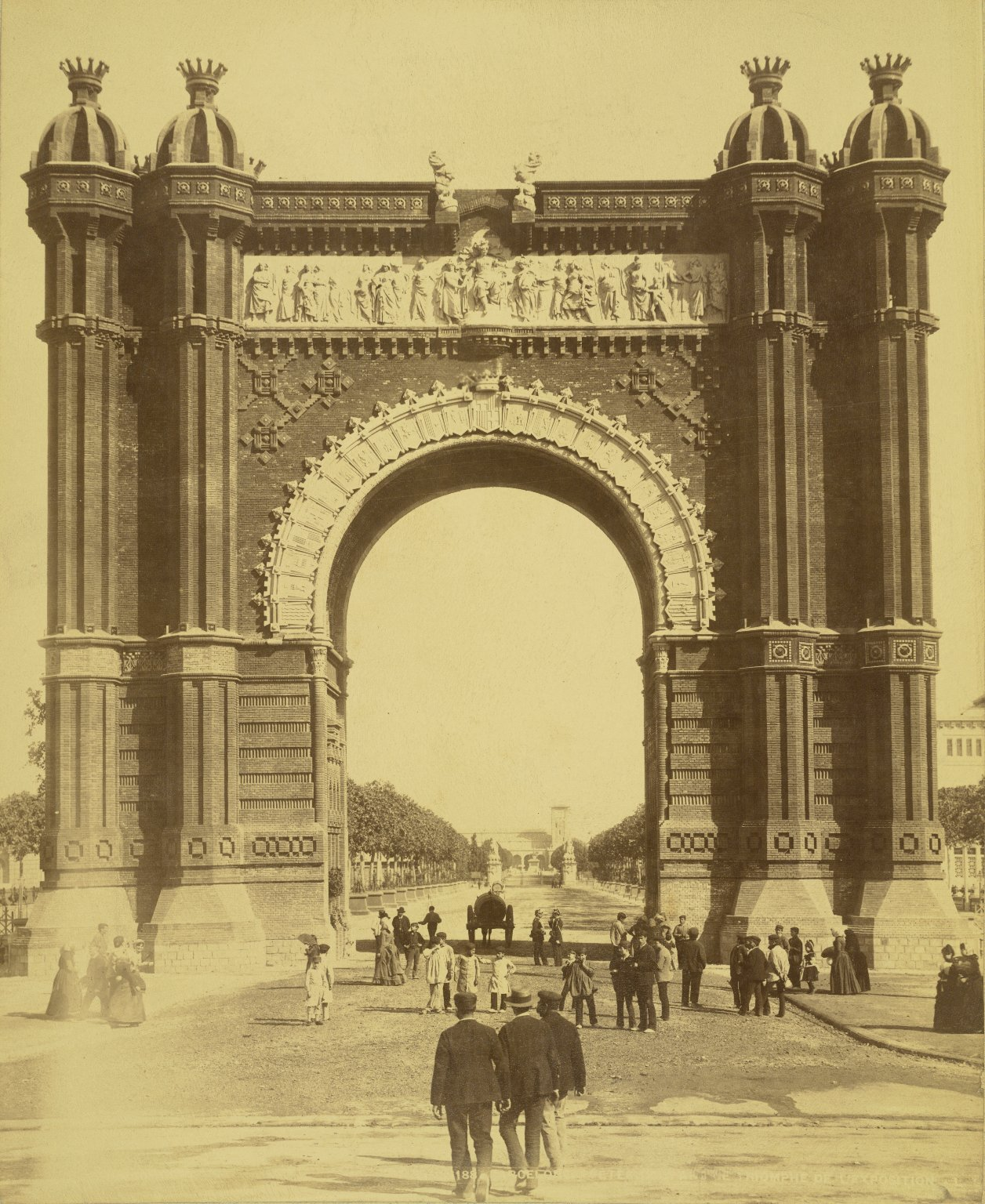
Foto històrica de l'Arc de Triomf

Va ser projectat per l'arquitecte Josep Vilaseca i Casanovas com a entrada principal de l'Exposició Universal de Barcelona de 1888, celebrada al Parc de la Ciutadella, en substitució de la immensa Torre Comtal de més de 250 m d'alçada, dissenyada per Pere Falqués. En la construcció i ornamentació hi participarien el mateix Vilaseca i els escultors Josep Llimona i Bruguera, Josep Reynés i Gurguí, Torquat Tasso i Nadal, Antoni Vilanova i March, Manuel Fuixà Leal i Pere Carbonell i Huguet, i el ceramista Magí Fita i Rovira per les majòliques. Tanmateix, una primera fornada va sortir malament, i la malaltia de Fita va impedir que la decoració estigués acabada a temps per a la inauguració.
L'Exposició obrí les portes el 20 de maig del 1888 i fou clausurada el 9 de desembre del mateix any. L'Arc de Triomf n'esdevingué l'emblema, junt amb el monument a Colom. Per aquesta raó, la construcció sobrevisqué en el temps, al contrari que la majoria d'edificacions efímeres que formaven el conjunt. Va ser restaurat l'any 1990 per l'Ajuntament, amb el patrocini d'El Corte Inglés, al mateix temps que Ignasi de Lecea reurbanitzà el passeig de Lluís Companys, i s'hi van recol·locar els fanals de Pere Falqués i els estendards de ferro que el precedeixen pel seu accés des del Passeig de Sant Joan.
A l'altre extrem del passeig s'inaugurà el 1901 el monument a Rius i Taulet, l'alcalde promotor de l'Exposició.

## Descripció
Aquesta porta d'accés s'ubicà al final del recentment urbanitzat Saló de Sant Joan (actualment passeig de Lluís Companys), una avinguda de 50 m d'amplada, on destacaven les balustrades de ferro forjat, els mosaics del paviment i uns grans fanals, tot dissenyat per Pere Falqués. Al llarg d'aquest passeig es van col·locar vuit grans estàtues de bronze que representaven personatges il·lustres de la història de Catalunya, obra de diversos escultors, entre els quals es trobaven els autors de la decoració de l'arc. Amb 30 m d'alçada, es tracta d'una construcció d'estructura simple formada tan sols per un gran arc monumental flanquejat de dues parelles de semicolumnes d'ordre gegant a banda i banda. Les parets que defineixen l'intradós de l'arc contenen, a ambdues bandes, l'accés a l'interior dels pilars. Són pilars no massissos, dels quals l'espai interior es defineix per un seguit d'envans i arcs de descàrrega que en sostenen l'estructura. A més, en aquests espais neixen les dues escales helicoïdals per accedir al terrat superior amagades dins les semicolumnes que flanquegen l'Arc. S'hi accedeix per mitjà de dos badalots en forma de corona que serveixen de model les altres sis cupuletes ornamentals que rematen la construcció.
Encara que la fonamentació i el basament són de grans carreus de pedra de Montjuïc, l'estructura visible de l'Arc és de maó vist ornamentat amb ceràmiques vidrades, el que en va fer la construcció més fàcil i barata. A més, la seva configuració formal esdevé un catàleg dels recursos ornamentals del darrer eclecticisme encarat al primer modernisme, tot i que alguns autors han volgut trobar similituds amb l'arquitectura neomudèjar.
L'ornamentació es basa en el joc de volums proporcionat pels entrants i sortints en funció de la disposició dels maons. El basament del monument destaca per la forma de tascó de les bases de les semicolumnes, així com la disposició de bandes horitzontals de maons grocs i vermells. Aquest basament queda rematat per un fris corregut de ceràmica vidrada groga i verda amb motius vegetals. Dins d'aquest basament queden inclosos, a l'intradós de l'Arc, els dos accessos a l'interior, configurat per portes trigèmines tancades amb reixes de ferro forjat que contenen les quatre barres i la creu de Sant Jordi.
Les impostes de estan ornamentades amb capitells florals de pedra i uns relleus en forma de ratpenat (emblema adjudicat a Jaume I el Conqueridor). Tot i que la volta de l'arc és feta de maó, a les façanes es manifesta per mitjà de dovelles de pedra esculpides com una gran corona de llorer que aguanta els escuts de les quaranta-nou províncies que formaven el regne d'Espanya l'any 1888. La clau d'ambdós arcs presenta l'escut de la ciutat de Barcelona, per damunt de la resta d'escuts i en majors dimensions. Els carcanyols de l'arc mostren decoracions amb ceràmica vidrada de color terra i relleus fets amb maó. El coronament és la part que mostra major interès. Damunt d'un fris de mènsules que recórre les quatre façanes hi reposen quatre frisos escultòrics de pedra: el fris del costat de muntanya, titulat «Barcelona Rep les Nacions» fou esculpit per Josep Reynés i Gurguí i mostra Barcelona com una dama coronada i entronitzada estenent els braços a banda i banda, envoltada d'altres dames que representen Espanya, la República Francesa, l'Imperi Austrohongarès, l'Imperi Britànic i les seves colònies, Egipte i Grècia, entre d'altres. El fris del costat de mar, titulat «Recompensa» fou una obra primerenca de Josep Llimona i Bruguera i mostra, en un llenguatge més contingut, Barcelona atorgant els guardons a participants de l'Exposició, entre els quals destaca Espanya amb el seu lleó i França amb el barret frigi. El fris del costat Besòs, obrat per Torquat Tasso i Nadal, es titula «Apoteosi de les Arts i les Ciències» i mostra el déu Apol·lo envoltat d'alegories femenines i masculines de l'arquitectura, l'escultura, la literatura, la pintura, la música i la geografia, entre d'altres. El fris del costat Llobregat, obrat per Antoni Vilanova i March, es titula «Apoteosi de l'Agricultura, la Indústria i el Comerç» i mostra una victòria que rep l'homenatge de diversos personatges que li porten fruits i engranatges com a atributs de l'agricultura i la indústria, sota la mirada d'Hermes, representant el comerç.
Cadascun d'aquests frisos queda flanquejat pels capitells de les semicolumnes que envolten el monument. Aquests capitells abstractes fets de maó estan ornats amb escultures de pedra realitzades per Manuel Fuxà i Leal i Pere Carbonell i Huguet. Representen dotze victòries alades o fames que, reposant els peus sobre esferes, alcen els braços lluint corones de flors i llorer i trompetes de ferro colat. L'Arc queda rematat per un cornisament a base de mènsules de maó i plafons de ceràmica vidrada groga en forma d'estels. Al centre de les dues façanes principals (muntanya i mar) aquest fris queda interromput per la presència de l'escut d'armes complet d'Alfons XIII flanquejat per dos lleons. A sobre, vuit cupuletes de maó revestit de ceràmica groga i verda (dues de les quals funcionant com a badalot) ornen el terrat, totes rematades amb unes immenses corones comtals fetes de ceràmica vidrada de color terra.

## Elements escultòrics
| Nom                                                                          | Autor                        | Material                            | Dimensions                                                  | Descripció | Foto |
| ---------------------------------------------------------------------------- | ---------------------------- | ----------------------------------- | ----------------------------------------------------------- | --- | ---- |
| Adhesió de les Nacions al Concurs Universal. Barcelona rebent a les nacions  | Josep Reynés                 | Pedra artificial de ciment portland | 3,47 x 15,86 m                                              | Es tracta del fris principal de l'Arc, al qual la ciutat de Barcelona rep les nacions participants en l'Exposició. La figura central és una personificació de Barcelona, el que es denota per l'escut de la ciutat comtal que porta gravat al pit. Està flanquejada per Cíbele, deessa de la Mare Terra, coronada amb una torre; i Pal·les Atena, deessa de la guerra, la civilització, la saviesa, les arts i la justícia, abillada amb un escut amb les lletres P i F, en al·lusió al Progrés i la Felicitat. Per damunt d'aquest relleu es troba l'escut de la monarquia espanyola, flanquejat per dos lleons amb les columnes d'Hèrcules, i rematat per la corona reial i el Toisó d'Or. |      |
| La Recompensa. El repartiment de recompenses als participants en l'exposició | Josep Llimona                | Pedra artificial de ciment portland | 15,86 x 3 m                                                 | Ubicat al revers de l'anterior, aquest fris presenta el repartiment de recompenses i guardons als participants en l'Exposició. De nou és protagonitzat per una al·legoria de Barcelona, amb l'escut al pit com l'anterior, rodejada de diversos personatges de caràcter mitològic i al·legòric. Com en l'anterior, està rematat amb un escut reial amb dos lleons que sostenen les columnes d'Hèrcules, i la inscripció Plus Ultra. |      |
| Apoteosi de l'Agricultura, la Indústria i el Comerç                          | Antoni Vilanova              | Pedra artificial de ciment portland | 6,30 x 1,90 m                                               | Com indica el títol, aquest relleu presenta les al·legories de l'Agricultura, la Indústria i el Comerç, a la part dreta de l'Arc. Juntament amb el fris oposat, dedicat a les Ciències i les Arts, conformen el progrés material i espiritual, els motors que inspiraven les Exposicions Universals. De les figures representades es pot reconéixer a Pal·les Atena, la qual sosté una branca d'olivera, símbol de la Pau; i a Ceres, la qual porta uns grans de raïm com a símbol dels fruits de la Terra. L'Agricultura està representada per unes figures que porten safates amb aliments. El Comerç està personificat pel déu Mercuri, i la Indústria per una roda dentada.              |      |
| Apoteosi de les Ciències i les Arts                                          | Torquat Tasso                | Pedra artificial de ciment portland | 6,30 x 1,90 m                                               | Al costat esquerre de l'Arc es troben les al·legories de les Ciències i les Arts. La figura central representa a Apol·lo, déu del sol, la bellesa, la música i la poesia. A la seva mà dreta sosté una flama, símbol del progrés que condueix a la Ciència, mentre que amb l'esquerra assenyala cap a les Arts, representades per una dona amb una paleta per a la Pintura, una figura amb una gúbia per a l'Escultura i altra amb un temple en baix relleu per a l'Arquitectura. També apareixen les muses Euterpe i Terpsícore, representants de la música i la dansa, mentre que la Ciència està simbolitzada per una dona amb una flama a la mà i un vell ajagut sobre un canó.          |      |
| Fames                                                                        | Manuel Fuxà i Pere Carbonell | Pedra artificial de ciment portland | 2,88 x 2 x 0,70 m (tipus 1), 2,74 x 2,10 x 0,80 m (tipus 2) | A les torres angulars de l'Arc es troben un total de dotze figures alades com a al·legories de la Fama, representades en dues postures distintes: unes toquen trompetes, mentre que altres sostenen branques de llorer. Se simbolitza així la glòria de la ciutat comtal en el context de la universalitat de nacions, un tipus de representació habitual als grans monuments commemoratius. |      |